# Manuel de discipline

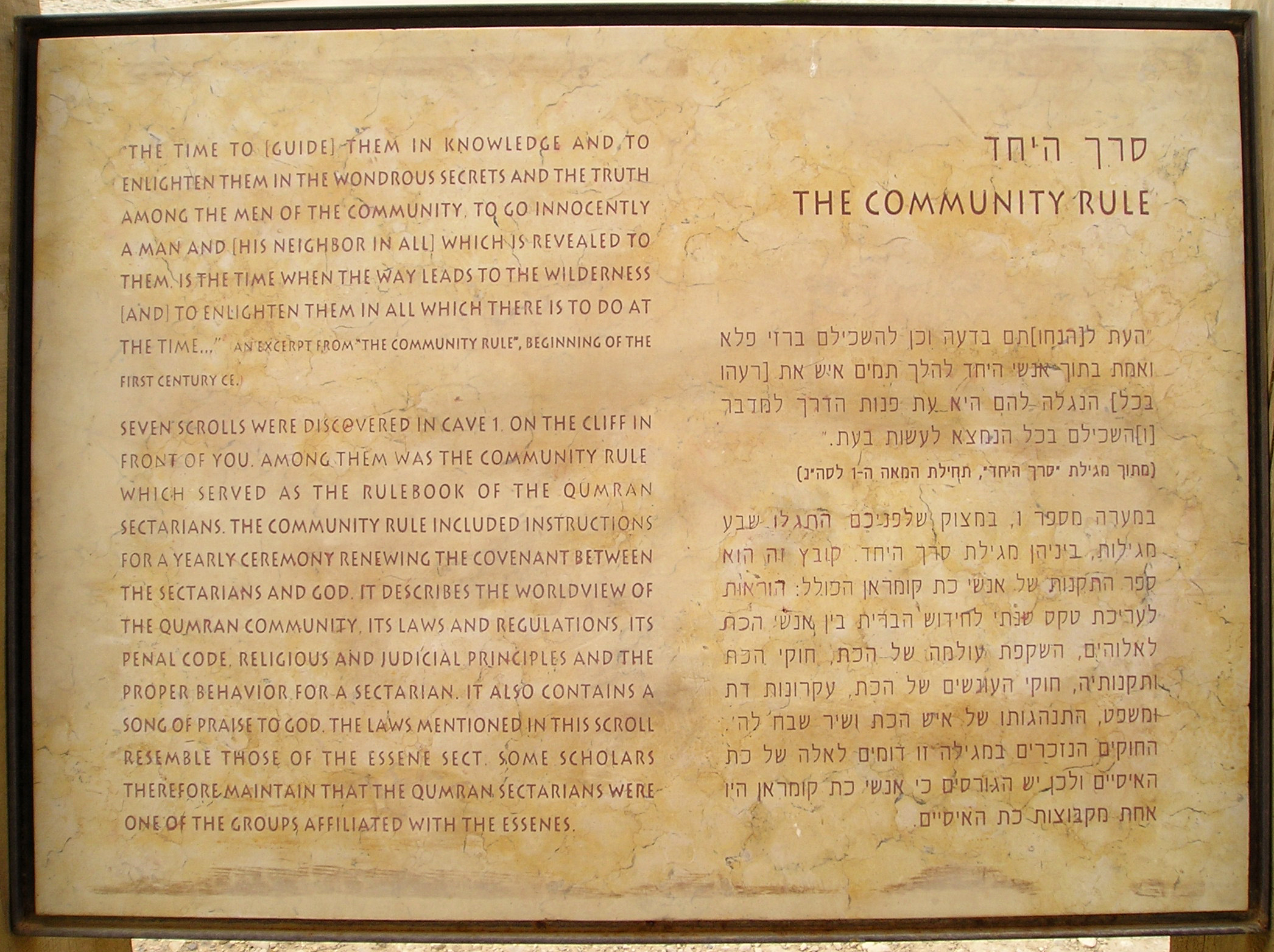
Le début du texte en hébreu de la période du Second Temple annoté en anglais. Parc national de Khirbet Qumrân (ruines de Qumrân).

Le Manuel de discipline ou Règle de la communauté est essentiellement la constitution ou la charte d'un mouvement juif qui se désigne par différents noms et en particulier sous celui de Yahad (unité, alliance), souvent identifié aux Esséniens ou à l'une de leurs quatre tendances, c'est-à-dire soit la Quatrième philosophie, soit les Zélotes. Le nom de Règle de la communauté est le plus souvent employé, toutefois cette désignation est source de confusion, raison pour laquelle une part importante des critiques lui préfèrent des désignations comme Manuel de discipline ou Charte d'un groupement sectaire juif. C'est un texte qui a été retrouvé dans les grottes situées près des ruines de Qumrân, souvent sous la forme de fragments appartenant à treize copies différentes. Toutefois, l'une des versions de ce texte (1QS) est quasi complète, alors que toutes les autres versions sont très lacunaires, voire ne comportent que quelques mots.
Cette version 1QS de la « Charte » a d'emblée revêtu une importance considérable dans l'étude des manuscrits de la mer Morte à la fois en raison de son contenu, mais aussi parce qu'elle était un des sept premiers manuscrits trouvés en 1947 et vendus par des bédouins avant même que les grottes contenant les manuscrits soient découvertes par les archéologues. Elle a été publiée dès 1951.

## Désignation
Le « Manuel de discipline » ou « Charte d'un groupement sectaire juif » est le plus souvent appelé « Règle de la Communauté », toutefois certains chercheurs estiment que dans cette désignation le mot « Communauté » pose problème. En effet, pour le « modèle standard » une communauté d’ascètes, centre du mouvement essénien aurait vécu pendant deux siècles à Qumrân et cette « Charte » serait la règle qui régissait son fonctionnement. Or une bonne partie de la critique historique estime que cette « Règle » s'appliquait à un grand nombre de groupes ou chapitres disséminés dans toute la Palestine. Il est même possible qu'aucune « Communauté » régie par ce « Manuel » n'ait existé à Qumrân.
Le « modèle standard » élaboré dès le début des années 1950 a pu être largement popularisé sans contradiction pendant 40 ans car la quasi-totalité des spécialistes n'ont pu avoir accès aux manuscrits ou même à des clichés de ceux-ci que dans les années 1990, après un mouvement appelé « Mouvement pour la libération des manuscrits ». Le nom « Règle de la Communauté » est donc susceptible d'induire de fausses représentations dans l'esprit des lecteurs qui souvent ne savent pas que le modèle standard est contesté. C'est pourquoi un nombre important de critiques privilégient d'autres appellations.

### Communauté ou groupement
Selon le « modèle standard » élaboré dès le début des années 1950 et largement popularisé sans contradiction pendant 40 ans, ce manuel, cette charte ou cette règle « était censée gouverner une communauté établie à Qumrân. » Les ruines, encore apparentes aujourd'hui, auraient été, il y a près de 2 200 ans, le lieu d'exil du maître de Justice, fondateur des esséniens et le centre où cette communauté se serait retirée à partir de la première moitié du IIe siècle av. J.-C. et où elle aurait vécu pacifiquement pendant deux siècles, jusqu'à ce que les armées romaines ne la délogent lors de la Grande révolte juive (66-70). « L'établissement de Qumrân » aurait abrité une "communauté" d'ascètes qui s'adonnaient à des bains rituels fréquents, à la prière et aux repas en commun, à l'étude des livres saints et à l'écriture. Ce sont eux qui auraient écrit les manuscrits dans un scriptorium, nom qui a été donné à une des salles — effondrée et qui aurait été située à l'étage supérieur — des ruines de Qumrân. Ce même modèle fait des membres de cette communauté retirée du monde, à l'image d'une communauté monacale, référence des membres de l'École biblique de Jérusalem — quasiment tous des ecclésiastiques — les auteurs des 870 manuscrits dont au moins un fragment a été retrouvé dans onze grottes à proximité des ruines. Après avoir pu étudier les manuscrits à partir des années 1990, un grand nombre de chercheurs constatent que loin de ce schéma, leurs auteurs ont pris « parti dans les conflits politiques entre Juifs,. » Pour Christian-Georges Schwentzel, il paraît aujourd'hui clair que ce groupement « s'est impliqué dans les luttes politiques du moment ; ses membres n'étaient pas des marginaux, coupés du monde dans leur retraite monacale. »
Toutefois, l'étude même de la Charte montre que ce schéma est au moins partiellement faux. « En effet, on y trouve des allusions à divers groupes ou chapitres disséminés dans toute la Palestine. » Quel que soit par ailleurs le lien entre le site de Qumrân et les manuscrits, « ce texte ne porte pas seulement sur une petite communauté installée en ce lieu. »

### Lien avec le site de Qumrân
Un nombre important de chercheurs remettent en question ce modèle et estiment notamment que les 870 manuscrits n'ont pas pu être écrits, ni même copiés, à Qumrân et qu'entre autres les plus de 800 écritures individuelles différentes, impliquant que plus de 800 scribes ont défilé sur le site pour ne copier qu'un seul manuscrit, rendent caduc cet élément du « modèle standard »,.
De plus, malgré les efforts déployés dans ce but, aucun lien n'a pu être établi entre Khirbet Qumrân et les écrits retrouvés dans les grottes. Aucun des manuscrits ne fait référence à Qumrân, ni à d'autres endroits proches tels qu'Engaddi ou Massada. Pas un seul fragment de manuscrits n'a été retrouvé dans les ruines, alors que dans celles de Massada, où pourtant personne n'a imaginé que des dizaines, voire des centaines, de scribes aient opéré, on en a retrouvé dix-sept,. Qumrân et Massada sont pourtant des sites soumis aux mêmes conditions climatiques. Les documents trouvés à Massada ont le même type de profil que ceux trouvés à Qumrân : « nombreuses écritures différentes, type similaire d’œuvres littéraires. » Parmi eux, le Chant du sacrifice du Sabbat figure en neuf copies intégrales dans les manuscrits retrouvés à Qumrân. Une caractéristique notable de cet écrit est son adhésion au calendrier solaire de 364 jours tellement typique du « modèle standard » qu'il est appelé « calendrier essénien » par nombre de critiques. Une appellation qui est fortement contestée par nombre d'historiens.
Presque tous les textes retrouvés à Qumrân sont des copies d’œuvres littéraires. Aucun « autographe documentaire susceptible d'attester des activités de la secte » supposée avoir vécu sur place, n'a été retrouvé. Par exemple, la Règle de la communauté « stipule que le groupe décrit par le texte doit consigner par écrit le rang spirituel et la place de chacun de ses membres », mais aucun fragment pouvant être rattaché à ce type de document n'a été retrouvé. En cela, ces écrits sont totalement différents des documents de la période de la révolte de Bar Kokhba (132-135) retrouvés dans des grottes du Nahal Hever et de Murabba'at situées elles aussi le long de la mer Morte, à peine à quelques kilomètres au sud des ruines de Qumrân. Ces écrits attestent « que des autographes hébraïques originaux à caractère documentaire, tels que des lettres administratives, des actes ou des contrats, pouvaient fort bien avoir été préservés depuis l'Antiquité dans le désert de Juda. » Est-il vraisemblable, alors que l'on a retrouvé des restes de 870 manuscrits qui auraient été écrits par les scribes de la « secte » supposée avoir vécu sur place pendant des décennies, qu'aucun fragment de lettre reçue ou envoyée, ni le moindre fragment de comptabilité, recensement ou inventaire n'ait été retrouvé et que le groupe sur place n'ait pas cherché à préserver ses archives sur plusieurs siècles, alors qu'il a fait les efforts nécessaires pour cacher des centaines de manuscrits littéraires ?

### Un fortin hasmonéen
De plus selon l'archéologie, l'analyse des restes bâtis du bâtiment central de Khirbet Qumrân construit dans les dernières décennies du IIe siècle av. J.-C., révèle qu'il s'agissait bien de constructions fortifiées avec une tour. Il s'agit donc d'un bâtiment militaire hasmonéen, alors que selon le « modèle standard » les hasmonéens étaient les pires ennemis des esséniens ayant écrit les manuscrits. Il est donc peu probable que le Maître de Justice fondateur des Esséniens ait pu s'y réfugier avec les membres de son groupe pour y vivre « monacalement » pendant une longue période et y copier des centaines de manuscrits. Les archéologues Amir Drori (en) et Yitzak Magen « ont montré comme d'autres l'avaient fait avant eux, que Qumrân se trouvait juste au milieu d'un alignement de forteresses établies par la dynastie hasmonéenne qui allaient de Sichem au nord jusqu'à Massada au sud. » Ce bâtiment militaire ayant été construit sur un site stratégique dominant la côte, sur un promontoire dont la valeur militaire est évidente, « à la croisée des chemins militaires et commerciaux », là où « les voies terrestres tâtonnantes se doublaient de voies maritimes. » Sur ce même site avait été construite une forteresse datant de l'âge de fer (VIIIe – VIIe siècle av. J.-C.),, dont les infrastructures ont été utilisées pour construire le fortin hasmonéen. Pour plusieurs critiques, cet élément s'ajoutant à de nombreux autres rendent très peu probable la thèse du « modèle standard ».
Au Ier siècle av. J.-C., après un événement qui a ébranlé son mur d'enceinte et laissé les traces d'un grand incendie, la destination du site pourrait avoir changé. Cet événement est soit l'attaque d'une armée ennemie, soit selon Roland de Vaux le tremblement de terre de -31 dont parle Flavius Josèphe. Une période où il est inoccupé suit ces destructions. Dans une période que Roland de Vaux situe après la mort d'Hérode le Grand (-4), le site connaît une extension à l'extérieur du quasi carré que formait l'enceinte centrale fortifiée. Des bassins pour le stockage de l'eau, déjà nombreux, sont ajoutés et un système hydraulique complexe, comportant un aqueduc, est construit. L'alimentation en eau dépendait aussi d'un tunnel creusé dans le roc. Les archéologues Drori et Magen estiment que cet « investissement lourd [est] plus en accord avec un projet gouvernemental qu'avec une initiative sectaire. » Il est toutefois possible que Qumrân ne soit plus « un relais stratégique avec fortifications, mais un espace économique aux activités diversifiées de production ou de transformation, pour l'usage local ou pour l'exportation. » Les archéologues ont notamment mis au jour plusieurs équipements, comme « deux grands fours bien conservés », un atelier de potier produisant un grand nombre d'objets. Il y a aussi « trois bassins de grand gabarit collés l'un à l'autre » pouvant avoir servi au « trempage des denrées en cours de préparation », notamment récoltés à Aïn Feshka, situé à 3 km et relié par un mur au site de Qumrân.

## Manuscrit 1QS
Le plus important manuscrit survivant du livre (1QS) a été trouvé et vendu par des bédouins en 1947 et publié en 1951, avant même que les grottes contenant les manuscrits ne soient découvertes. Après la découverte des premières grottes et une tentative de reconstitution, il a été estimé qu'il provenait de la grotte 1, d'où son nom où le « 1 » représente la grotte 1 et le « Q » signifie Qumrân, nom des ruines situées à proximité des grottes où les manuscrits ont été découverts. Dans cette appellation (1QS), le « S » final est l'initiale de Serek ha-Yahad, translittération du titre qui lui a été donné en hébreu סרך היחד (Règle de l'Alliance), car dans ce document comme dans une trentaine d'autres écrits, le mouvement se désigne souvent sous le nom de Yahad (unité, Alliance). 1QS signifie donc : grotte 1 / Qumrân / "Serekh" = 'règle'. Il est bien conservé et quelques mots sont perdus seulement au début du document et à la fin de certaines colonnes. Un total de onze colonnes de texte sont disponibles. Ainsi, le manuscrit 1QS sert de base pour les travaux de recherche. Il est également attesté par des fragments de douze autres manuscrits qui représentent une ou des versions antérieures du texte, ce dont il est très difficile de juger car ils sont extrêmement lacunaires. Des fragments d'un total de dix manuscrits différents ont été trouvés dans la grotte 4 (4Q255, 4Q256, 4Q257, 4Q258, 4Q259, 4Q260, 4Q261, 4Q262, 4Q263, 4Q264) et deux petits fragments dans la grotte 5 (5Q11).
Deux manuscrits vraisemblablement copiés par le même scribe que celui qui a écrit 1QS ont été retrouvés dans la grotte 1 censée être celle où se trouvait 1QS. Pour cette raison, ils sont souvent présentés — notamment par des partisans du modèle standard — comme des annexes de la Charte, alors qu'il s'agit bien de rouleaux indépendants et qu'il est peu probable qu'ils aient été associés à la Charte dans les versions antérieures. Il s'agit de la Charte pour Israël durant les derniers jours (1QSa) et des Bénédictions sacerdotales pour les derniers jours (1QSb).
Le même scribe est vraisemblablement l'auteur du Testimonia (4Q175) une collection de citations bibliques relatives à une figure messianique, reflétant manifestement le triple aspect de l'attente messianique des auteurs des manuscrits ou de ceux qui les ont cachés. Ce fait est notable car sur les plus de 850 scribes qui ont copié au moins un des 870 manuscrits retrouvés près de Qumrân, seuls une demi-douzaine ont participé à l'écriture de plus d'un de ces textes. Le Testimonia est un bref document contenant quatre citations de la Bible hébraïque et une citation des psaumes de Josué, un livre apocryphe retrouvé près des ruines de Qumrân qui n'a été retenu par aucun des canons bibliques. Ces cinq citations sont ordonnées en quatre sections concernant les activités de Dieu à la fin des temps. Les trois premiers articles « sont manifestement en rapport avec le triple aspect de l'attente messianique » des auteurs des manuscrits ou de ceux qui les ont cachés : attente du Prophète de la fin des temps (le prophète semblable à Moïse), attente du Messie laïc (un prince, « rejeton du roi David pour triompher au combat »), attente du Messie sacerdotal (un enseignant du sacerdoce qui soit « un vrai grand prêtre »),,. « Tous trois pouvaient prétendre au titre de « Messie » car chacun devait être « oint » par Dieu » (sens littéral du mot hébraïque « messie » qui a été traduit par le mot Christ).

## Datation
La datation de la première rédaction du document dépend de l'identification du groupe auteur des manuscrits dits « sectaires » et de la période où le ou les Maître(s) de Justice ont été florissants. Période qui selon les différentes thèses va de 190 av. J.-C. à 62 apr. J.-C. Il ne se dégage aucun consensus à ce sujet et il n'y a donc aucun consensus au sujet de la date de première rédaction. De nombreux critiques attribuent toutefois la première rédaction de ce document au Maître de Justice fondateur de « la secte », sachant qu'une partie de la critique estime que le pseudonyme « Maître de Justice » désigne plusieurs dirigeants successifs du mouvement. Le scribe qui a copié la version la mieux conservée (1QS) a vraisemblablement fait des ajouts dans le texte lors du Ier siècle av. J.-C. ou Ier siècle apr. J.-C.
Il est en revanche possible de dater les copies des manuscrits qui ont été retrouvés. Ainsi, un des fragments du Manuel de discipline, le fragment 4Q258, a été soumis au test par le Carbone 14 associé à la spectrométrie de masse. Ce test a donné une fourchette de datation à 1 sigma allant de 36 av. J.-C. - 81 apr. J.-C.. Plus précisément, il y a eu deux tests car le premier a donné un résultat complètement inattendu (133 à 237 apr. J.-C.) — probablement à cause d'une pollution de l'échantillon utilisé — alors que le site de Qumrân a été abandonné en 68-70 par le groupe juif qui l'occupait après une résistance acharnée qui n'a pas empêché sa prise par les Romains.

## Écrits du même scribe
Il y a consensus chez les épigraphistes pour estimer que le scribe qui a copié le Manuel de discipline a également copié ou composé lui-même Le Testimonia (4Q175) trouvée dans la grotte 4. C'est aussi la même écriture que l'on retrouve sur le Recueil des Bénédictions (en) (1QSb), ainsi que sur la Charte pour Israël durant les derniers jours (en) (1QSa). Ces deux manuscrits semblaient être les deux annexes de la version 1QS de la Règle de la communauté et ont été publiés la première fois par les pères Joseph Milik et Dominique Barthélemy (DJD I). La même main pourrait avoir aussi copié un manuscrit de Samuel trouvé dans la grotte 4. Ce fait est notable car sur les plus de 850 scribes qui ont copié au moins un des 870 manuscrits retrouvés près de Qumrân, seuls une demi-douzaine ont participé à l'écriture de plus d'un texte. Tous ont été datés d'après le style d'écriture du Ier siècle av. J.-C. ou Ier siècle apr. J.-C.

### Manuel de discipline (1QS)
Dans la version 1QS de la Règle de la communauté figure une citation d'Isaïe (40, 3) qui ne semble pas avoir fait partie de la Règle primitive. Au texte initial a été ajoutée la partie en italique :

« Cela une fois réalisé en Israël, pour la communauté, ils doivent quitter l'habitat des hommes de perversion conformément à ces dispositions, pour se rendre au désert, pour y préparer le chemin de Lui (YHWH), selon qu'il est écrit : dans le désert préparez le chemin de ..., nivelez dans la steppe une chaussée pour notre Dieu (Is 40, 3). »

Cette partie ajoutée est notable puisque ce sont les mots attribués à Jean le Baptiste dans les quatre évangiles canoniques. Même si on ne peut pas affirmer qu'elle ne figurait pas auparavant dans une version intermédiaire, il y a une forte présomption que cette citation ait été ajoutée par ce scribe ou au moins à l'époque où il vivait qui est très proche de celle où a vécu Jean le Baptiste.

### Charte pour Israël durant les derniers jours (1QSa)
Dans cette Charte on retrouve souvent les mêmes idées que dans la Règle de la communauté « mais, à la différence de cette dernière, le texte concerne un futur idéal appelé les « Derniers jours ». » Selon son auteur, « une fois ce millenium entamé, le Yahad livrera la guerre finale aux nations. » Le texte contient la description d'un festin associé à la venue du « Messie d'Israël » auquel tout le peuple du Yahad prendra part durant les Derniers jours. Pour Michael Wise, ce festin peut être comparé aux agapes des débuts du christianisme dont parlent certains auteurs chrétiens antiques comme Hippolyte de Rome. « Le lien entre ce repas et l'arrivée du Messie rappelle en outre dans l'imagerie chrétienne « Les Noces de l'Agneau », ce grand banquet où selon l'Apocalypse de jean, les croyants se joindront à Jésus une fois tout le mal vaincu (Ap. 19, 6-9). »
« Le deuxième trait notable de cet écrit est sa possible référence dans 2:11 à Dieu comme « père » du Messie d'Israël, c'est-à-dire du chef guerrier qui devait surgir de la lignée de David. » Toutefois, depuis sa découverte, ce passage a subi de graves dommages qui rendent très difficile le déchiffrement des caractères hébraïques qui le composent. Si la lecture initiale effectuée par plusieurs critiques, est correcte, alors ce texte « décrit un personnage messianique qui est d'une façon particulière le fils de Dieu. » Une notion que l'on retrouve chez les premiers chrétiens appliquée à Jésus de Nazareth et qui jusque-là avait semblé étrangère au judaïsme qui utilisait le terme de « Fils de Dieu » uniquement comme un titre métaphorique.

### Bénédictions sacerdotales pour les derniers jours (1QSb)
Dans cette série de bénédictions qui concernent aussi les « Derniers jours », « le chef du Yahad, appelé « l'instructeur », devait prononcer ces bénédictions peut-être au moment (décrit dans 1QSa) où tout Israël serait rassemblé après son adhésion » aux idées du Yahad.
Comme dans 1QSa, « la notion de guerre finale contre les nations est très présente, et certains extraits de la Bible sont interprétés comme s'appliquant au fils de David qui dirigera ce combat. » L'auteur et son groupement était persuadé qu'ils seraient un jour rejoint pas les anges. Avec leur aide, les prêtres devaient « régler le destin », c'est-à-dire « déterminer le cours des choses sur la terre. » Ce groupe avait donc une haute idée de son importance dans l'histoire du monde et se préparait à faire face à ces échéances décisives.

### Le Testimonia (4Q175)
4Q175 est une collection de citations bibliques relatives à une figure messianique, reflétant manifestement le triple aspect de l'attente messianique des auteurs des manuscrits ou de ceux qui les ont cachés ou du scribe qui l'a composé : attente du Prophète de la fin des temps (le prophète semblable à Moïse), attente du Messie laïc (« rejeton du roi David pour triompher au combat »), attente du Messie sacerdotal (« un vrai grand prêtre »),,. Les trois figures rassemblées ici par le scribe « pouvaient prétendre au titre de « Messie » car chacun devait être « oint » par Dieu » (sens littéral du mot hébraïque « messie » qui a été traduit par le mot Christ).
Contrairement à la quasi-totalité des manuscrits retrouvés à Qumrân qui sont des copies d’œuvres littéraires, 4Q175 pourrait être un texte autographe. C'est-à-dire qu'il serait la création de celui qui a écrit ce document, même si cette création est limitée au fait de choisir les cinq citations qui forment les quatre parties de cette page. Toutefois, selon Hanna Eschel ce scribe aurait composé lui-même la quatrième partie du texte à partir d'une citation d'un verset du Livre de Josué (VI, 26), suivi de son interprétation. Pour Annete Steudel, cette page présente toutes les caractéristiques d'un manuscrit autographe : écriture irrégulière, grand espace entre les lignes, rajout à plusieurs endroits entre les lignes d'un mot oublié.